# Лузино (Москаленский район)
Лузино — деревня в Москаленском районе Омской области России. Входит в состав Краснознаменского сельского поселения.

## История
Основана в 1754 г. В 1928 г. село Лузино состояло из 452 хозяйств, основное население — русские. Центр Лузинского сельсовета Москаленского района Омского округа Сибирского края . Позже в состав села вошла близлежащее село Беклемишево.

## География
Лузино находится  на  юго-западе региона, в пределах Ишимской равнины, относящейся к Западно-Сибирской равнине. 

## Население
| 1926 | 2010 |
| ---- | ---- |
| 2108 | ↘37  |

Гендерный состав
По данным Всероссийской переписи населения 2010 года в гендерной структуре населения из 37 человек мужчин — 21, женщин — 16	(56,8 и 43,2 % соответственно)
Национальный состав
В 1928 г. основное население — русские.
Согласно результатам переписи 2002 года, в национальной структуре населения русские составляли 77 % от общей численности населения в 150 чел. .

## Инфраструктура
Личное подсобное хозяйство.

## Транспорт
Просёлочные дороги.